# Ekenäs slott

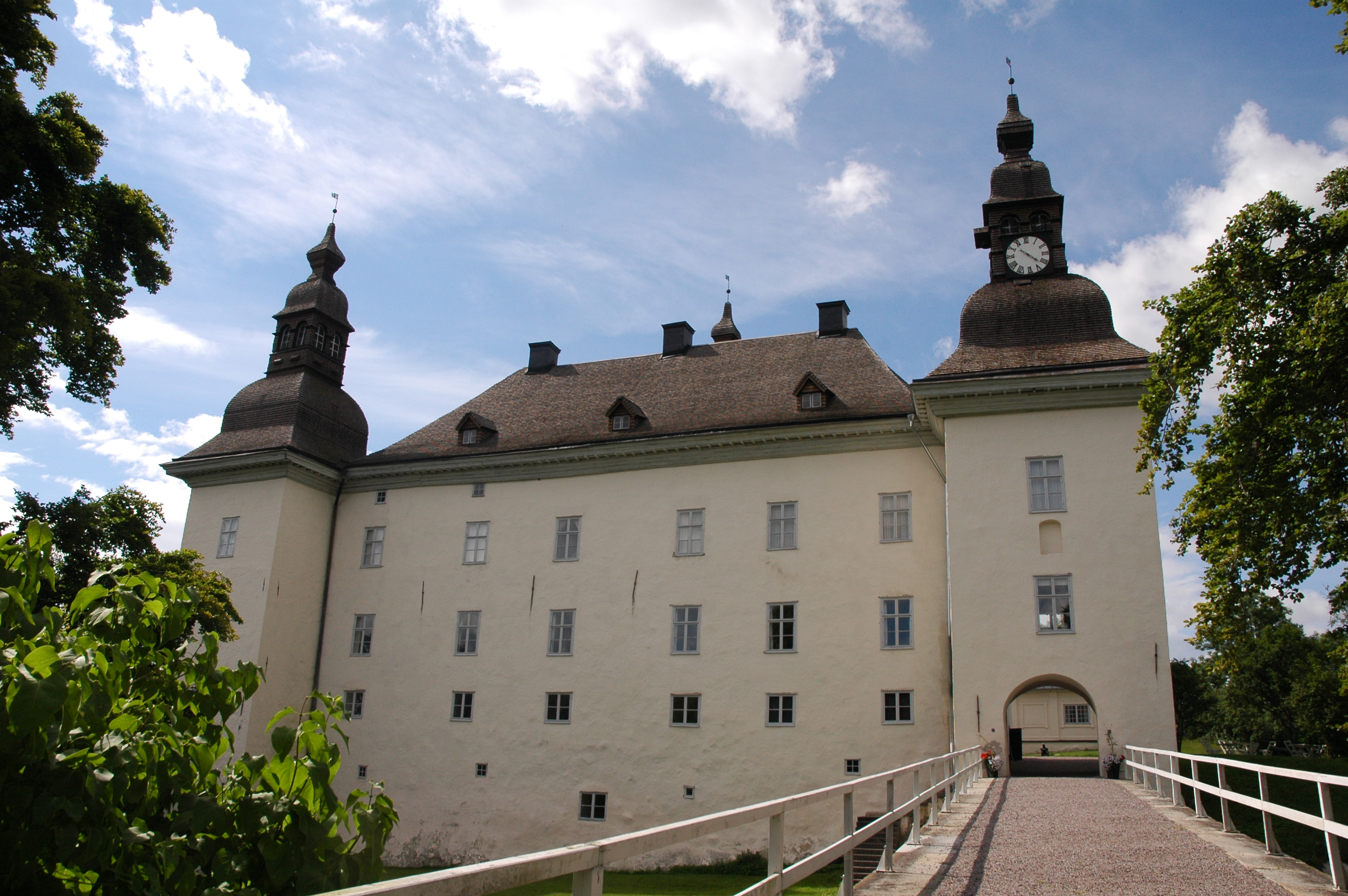
Ekenäs slott från söder, ingången till borggården ses nedan till höger.

Ekenäs är ett slott i Örtomta socken, Linköpings kommun i Östergötland. Slottet är beläget på en klippa vid den nordligaste änden av sjön Teden. Större publika årligen återkommande evenemang är riddarspel med tornering, marknad och musik samt julmarknad. Ekenäs är idag ett privatägt museum.

## Arkitektur
Med höga vita murar och brant tak reser sig slottet över sjön, som efter sjösänkningar på 1800-talet har dragit sig undan. En fast stenbro på den forna vindbryggans plats leder upp mot inkörsvalvet som vaktas från båda håll av tunga hörntorn, med spånklädda barockhuvar. Åt borggården ligger trapptornet mitt på huset. Vid borggården ligger även två kvadratiska flyglar, uppförda under 1700-talet.

### Interiör
Huvudvåningen har sin entré på norra fasaden från borggården. En korridor löper längs huskroppen och i den östra änden av den ligger slottets matsal. Denna har inredningssnickerier från 1700-talet. Mot vallgravssidan löper en fil av rum som tillsammans med de två tornrummen totalt är sex stycken på rad. Flertalet av våningens kakelugnar är från 1800-talet och är placerade mot ytterväggen, eftersom de numera borttagna öppna spisarnas rökgångar finns där.
Övervåningen hyste en större festsal, vilken senare ombyggts till en kyrksal och flera sängkammare och gästrum.
I det översta källarplanet finns förvaringsutrymmen, kök och tjänstefolkets rum. I den undre källarvåningen finns förvaringsutrymmen.

## Historia
Den första huvudbyggnaden på Ekenäs hade mera blygsamma proportioner och låg på andra sidan sjön. I slutet av 1400-talet tillhörde Ekenäs släkten Natt och Dag och i början av 1500-talet tillhörde det Ulvätten. På Gustav Vasas tid hade en av Banérsläktens fogdar en gård i Vrå by nära den plats där slottet nu ligger. Slottet anlades efter att Svante Sture d.y. hade avhyst Vrå år 1562.  

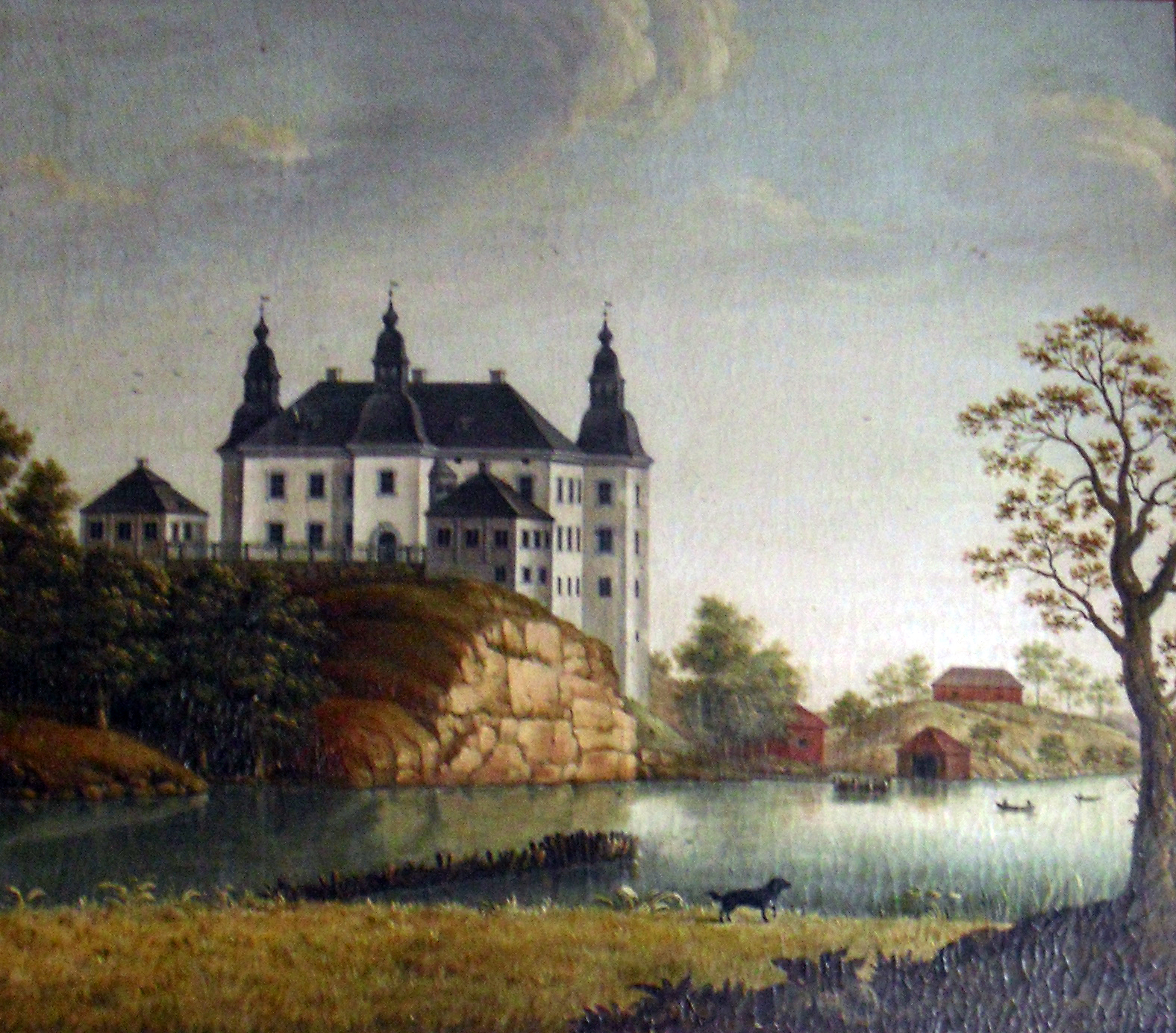
Ekenäs målat av okänd konstnär i slutet av 1700-talet. Väggmålning i slottet.

Sin nuvarande utformning, i renässansstil, fick slottet på 1630- och 1640-talen av riksrådet Peder Gustafsson Banér. Slottet ägdes i stort sett kontinuerligt av släkten Banér fram till 1880. 1687–1727 ägdes det av greve Mauritz Vellingk, men kom därefter åter i Banérska släktens ägo. Åren 1880–1934 ägdes det av ätten Klingspor. Efter 1934 har ingen bott i slottet. Under andra världskriget användes det som högkvarter av militära beredskapsstyrkor. Dagens ägare är familjen Bergengren, som är en adlig ätt.
Ägaren till Ekenäs tillsatte under en lång tid såväl kyrkoherde som komminister i Örtomta pastorat. Detta var ett så kallat patronellt pastorat, som fanns i ett mindre antal lite varstans i landet, men som avskaffades i början av 1920-talet.
Ekenäs byggnadsminnesförklarades 1974.

## Spökslott
Flera sägner och legender berättas om Ekenäs och slottet har genom internet och sociala medier blivit känt som ett spökslott.
Greve Mauritz Vellingk ska ha gjort sig av med hemliga dokument och drängpojken som hjälpte honom blev därefter inmurad i ett källarrum, för att hemligheten inte skulle komma ut. Det igenmurade rummet, som aldrig har öppnats, kallas för "Nisses håla". Det berättas att om utrymmet öppnas upp, kommer en stor olycka att drabba både slottet och dess ägare.
På hedersplatsen innanför slottsentrén sitter ett stort porträtt på den så kallade Hönsagumman, som sägs ha räddat slottet från fientligt anfall och som tack blivit avporträtterad, vilket annars var ovanligt för tjänstefolk. Hon sägs hålla ett vakande öga på alla som kommer in i slottet än idag.
Grevinnan Maria Klingspor sägs besöka slottet den 2 maj varje år, på sin make Philips namnsdag. Ögonvittnen säger sig ha sett henne resa sig ur sin grav på Örtomta kyrkogård och vandra till slottet. Slottets personal måste då alltid ha förberett med kakor i hennes syrum.

## I kulturen
Norstedts multimedia gav 1997 ut datorspelet Reqiuem - en mordgåta som utspelar sig på och omkring slottet under 1600-talet.